# Uniwersytet Tuluza I – Capitole
Uniwersytet Tuluza I – Capitole (Université Toulouse 1 Sciences Sociales) – francuski uniwersytet, założony pierwotnie w 1229 przez Ludwika IX Świętego. Obecnie skupia studentów na wydziałach prawa, administracji i ekonomii. W 1969 wydzielono z niego Uniwersytet Tuluza III – Paul Sabatier a w 1971 Uniwersytet Tuluza II – Le Mirail.